# 木村庄之助 (38代)
38代 木村 庄之助（さんじゅうはちだい きむら しょうのすけ、1959年9月22日 - ）は、大相撲の元立行司。引退時は高田川部屋所属。本名は今岡 英樹（いまおか ひでき）。

## 人物
島根県出雲市出身。少年時代は高砂部屋の元大関前の山（8代高田川）のファンで、それが相撲界入りのきっかけとなった。もっとも、最初から行司志望だった訳ではなく（身長が160cmで力士規定に満たないため）、どうしても親方に裏方でもいいから弟子入りしたいと自己PRの手紙を書いているうち、最後の一文に「行司になりたい」と書いてしまったという。
1975年5月場所、木村秀樹の名で初土俵。40代式守伊之助の1場所後輩に当たる。40代伊之助より上の世代とは年齢が離れている（伊之助より1枚上だった4代木村正直（2013年1月死去）とは6歳差）ということもあり、彼とは付き合いが深いようで、新弟子時代は何度も相撲を取って勝負していたという。
1975年11月場所、木村英樹に改名。1977年1月場所、序二段格昇進。1978年11月場所、三段目格昇進。1984年1月場所、幕下格昇進。1991年11月場所、木村和一郎に改名。1982年1月場所、十両格昇進。2005年9月場所、幕内格昇進。
2012年1月場所に、木村和一郎から11代式守勘太夫を襲名。
同年5月場所千秋楽、大相撲史上初となる平幕同士の優勝決定戦となった前頭4枚目栃煌山－同7枚目旭天鵬戦（旭天鵬が勝ち初優勝）を、幕内格筆頭行司であった勘太夫が裁いた。
2013年3月17日の理事会において、4月25日付で三役格に昇進することが決まった。これは同年1月場所後に4代正直が亡くなったうえ、5月場所後に立行司36代木村庄之助が定年を迎えることによる。
番付序列と年齢の関係上、序列上位の立行司である40代伊之助が11代勘太夫より誕生日が3か月遅いため、11代勘太夫は立行司となり定年となる65歳まで務めあげたとしても立行司の最高位である木村庄之助を襲名することなく定年退職するものと見込まれていたが、40代伊之助が2017年冬巡業最終日に不祥事を起こしたことにより、その責任を取る形で2018年の1月場所から5月場所まで出場停止・謹慎した上、5月場所終了後の同月28日付で辞職願が受理され、同月末日付で退職した。
先代伊之助退職後も立行司昇格は見送られていたが、2018年9月27日の理事会で、2019年1月場所番付発表日の12月25日付で立行司に昇格し、41代式守伊之助を襲名することが決定した。定年まで務め上げると約6年近く行司の最高位を務めることになる。2023年9月28日の理事会で、2024年1月場所番付発表日の12月25日付の人事で38代木村庄之助を襲名することが決定した。
立行司に昇格後も、毎日のウォーキングにスクワット100回など、行司として取組の細部をよく見える一番良い位置に、また土俵上での攻防に巻き込まれずに素早く移動できるよう、年齢に負けないように鍛錬を重ねていた。
2024年9月場所限りで定年退職。同場所14日目に行われた定年に際しての記者会見では、およそ50年に渡る行司人生を振り返って、「めげる時もありましたけど、拍手で送り出された…」「そこには帰れないと思うと…」と号泣していた。会見では「反省の繰り返しが行司の人生。長かったです」とのコメントも残していた。同場所千秋楽が丁度65歳の定年日となり、その日の結びの一番であった大関琴櫻－大関豊昇龍戦の裁きを最後に土俵を去った。

## エピソード
- 十両格昇進時から20年間（1992年1月場所 - 2011年11月場所）名乗った行司名は木村和一郎（きむら わいちろう）であったが、その和一郎の名は前の山（8代高田川）の本名「和一」からとったものである。
- 部屋の若い力士の四股名をつけることが得意であるという。中でも剣晃の四股名は入門当時不摂生で顔色が悪かったことから「健康」を願って木村英樹（当時）自身が名づけたが、その剣晃は小結まで進むも30歳で病死した。
- 長男の凜太郎は、高田川部屋所属の力士・前乃勝だったが、2011年3月下旬、稽古場でクモ膜下出血で倒れ、5月の技量審査場所から休場。土俵復帰を目指していたが、2012年6月、ドクターストップが掛かり、19歳で引退した。部屋での断髪式では自ら介添え役の行司を務める一方、娘と共に餞のハサミを入れた。引退後は父の故郷である島根県出雲市で画家として活動している[12]。
- 三役格時代に二度水入りの取り組みを裁いたことがある（2015年1月場所14日目の東前頭二枚目照ノ富士 - 西関脇逸ノ城と同年3月場所13日目の東関脇照ノ富士 - 西前頭筆頭逸ノ城）。
- 2015年3月場所限りで37代木村庄之助が定年退職し、立行司が40代式守伊之助1人となったため、同年5月場所より現在に至るまで1日2番裁く取組のうち1番が横綱の取組となること（場所終盤で横綱同士の取組があるときは該当しない）、各場所千秋楽の「これより三役」の触れとその直後の1番を行っている[注釈 4]。
- 2017年1月場所後に、大関・稀勢の里が横綱に昇進したため、次期41代式守伊之助が誕生するまでの間、場所終盤までの裁く2番は横綱戦となる（19年前の4横綱時代、立行司は2人いたが、立行司が裁く取組は3番のため、場所終盤前までは、三役格が1番裁いた。当時裁いた行司は8代式守勘太夫[注釈 5]）。
- 2019年1月場所8日目、第125代天皇明仁が在位中としては最後となる天覧相撲の結びの一番の触れで、歴代の立行司は「この相撲一番にて、結び」と言ってきたが、41代伊之助は「結びにござります」と触れあげた。その理由について、（天皇に対する敬語として）「結び」よりも「結びにござります」のほうがより丁寧な印象があるから、と取組前のNHKの取材に答えている。
- 2017年の九州北部豪雨で被災していた大行司駅が2019年に再建されるのに際して、駅名にちなんで伊之助が看板の文字を書いている[13]。
- 立行司昇進後、腰に差している短刀は、兄弟子である木村玉光から託されたものである[14]。
- 2020年5月には脳梗塞で倒れ入院し、2020年7月場所は全休した。一時は歩行が困難な状態にまで陥ったが、リハビリを重ね9月場所からは行司としての復帰を果たした。
- 2022年7月場所8日目、横綱照ノ富士－平幕若元春戦で若元春の廻しが緩んでしまい廻し待ったをしようとしたが、若元春がそれに気づかず照ノ富士を寄り切ってしまったため物言いがつき、協議の結果、まわし待ったをかけた位置からやり直しとなった。伊之助（当時）の声のかけ方や廻し待ったのタイミング、若元春が寄って出た際の行司としての態度に問題があったとして、NHK大相撲中継解説の舞の海秀平や北の富士勝昭からは苦言を呈された。
- 木村庄之助在位中、本来の結びの一番が一方の休場、他方の不戦勝となったために、不戦勝の勝ち名乗りを与えたのみで実際に取組を裁くことなく一日が終わり、実質の結びの一番を木村容堂が裁いたケースを次のように複数回経験している。
  - 2024年1月場所14日目　本来の結び：豊昇龍休場、照ノ富士不戦勝　実質の結び：霧島対琴ノ若
  - 同年3月場所7日目　本来の結び：照ノ富士休場、翔猿不戦勝　実質の結び：貴景勝対錦木
  - 同年5月場所2日目　本来の結び：照ノ富士休場、大栄翔不戦勝　実質の結び：熱海富士対琴櫻
- 次に示すように軍配差し違え、また他にも土俵からの転落や土俵上での転倒、さらには草履が脱げたり、他にも勝ち名乗りの間違いや、懸賞金を落とししてしまったり、顔触れ言上の紙を落としてしまうなどのミスや失態が度々生じていることから、なかなか木村庄之助への昇進が叶わず、40代式守伊之助もミスや失態が度々生じて結局不祥事を起こして退職したこともあり、木村庄之助空位の状態が長期化する原因となっていたが、2024年1月場所より38代木村庄之助を襲名することが決まり、庄之助不在状態は解消されることになった[6]。これについてはある若手親方の話によると、停年退職への花道として昇格させたとしている。庄之助在位は定年退職までの9ヶ月間、本場所にして2024年1月場所 - 9月場所の5場所のみとなった。
- 2024年5月場所4日目の結びの一番の豊昇龍対平戸海戦で足がもつれて取組中に転倒。平戸海に乗りかかられながらも、軍配を豊昇龍に上げた[15]。
- その翌日の5日目には、琴櫻が翔猿を寄り倒した際、勝ち名乗りの琴櫻の四股名を誤って前場所までの「琴ノ若」と呼んでしまった[16]。

### 軍配差し違え
- 2020年1月場所8日目 大関豪栄道－小結阿炎戦
  - 阿炎が土俵際で豪栄道を叩き込んだが、豪栄道に軍配があがったため物言いがつき、差し違えとなった[17]。
- 同年3月場所14日目 横綱鶴竜－関脇朝乃山戦
  - 土俵際で投げの打ち合いとなり、軍配は朝乃山に上がったが、朝乃山の肘が先についており、差し違えとなった[18]。
- 2021年1月場所11日目 平幕隠岐の海－大関正代戦
  - この一番では一度目の相撲でも物言いがつき、取り直しとなった。取り直し後の相撲では、隠岐の海が正代を寄り倒したかに見え軍配も隠岐の海に上がったが、隠岐の海に勇み足があったため差し違えとなった。打ち出し後、八角理事長に口頭で進退伺を申し出たが慰留された。2019年1月場所場所の立行司昇格後、5度目の差し違え[19]。
- 同年5月場所14日目 平幕遠藤－大関照ノ富士戦
  - 投げの打ち合いで両者が倒れた際、照ノ富士に軍配を上げたが、3分半にわたる協議の末、照ノ富士の肘が先についているとの判断で、軍配差し違えで遠藤の勝ちとなった。これで立行司昇格後6度目の差し違えとなった[20]。
- 2022年1月場所9日目 小結明生－大関正代戦
  - 土俵際で正代がうっちゃり気味に明生を投げたものの、正代の体が明らかに先に落ちており、NHKの解説でも明生の勝ちと放送した。しかし伊之助の軍配は正代に上がり、物言いの結果、軍配差し違えで明生の勝ちとなった。伊之助は「明生が勝ったのは分かっていたけど、東西が分からなかった」と説明した。立行司が一場所中に二度目の差し違いをする異例の事態となった。これに対して八角理事長は、「（4日目の）勇み足は仕方ないけど、今日のはしっかりしなければ駄目だ」などと苦言を呈した[21]。取組後、進退伺を協会に提出したが、八角理事長から慰留を受けた[22]。際どい相撲でないにも拘らず差し違えたことから、一部相撲ファンからも進退論が取り沙汰された[23]。
- 同年3月場所3日目 平幕宇良－横綱照ノ富士戦
  - 照ノ富士が宇良を押し込んだが、宇良が肩透かしに行ったため土俵際でもつれ、ほぼ同時に土俵を割った。伊之助は照ノ富士の足が先に出たと見て宇良に軍配を挙げたが、物言いがつき、協議の結果、宇良の踵が先に土俵を割っていたとして軍配差し違えとなった。これで立行司昇格後9回目、実質的な首席として結びの一番を裁くようになってから12回目の差し違え[24]。
- 2023年9月場所9日目 関脇琴ノ若－大関豊昇龍戦
  - 打ち出し後に進退伺を八角理事長に出したが、「微妙な一番だけど堂々とさばいて」など注意を受け慰留された[25]。
- 2024年3月場所千秋楽 大関霧島－大関琴ノ若戦
  - 土俵際で投げの打ち合いになった際、琴ノ若に軍配を上げたが、同体ではないかと物言いがつき、協議の結果、琴ノ若の体が先に落ちているとの判断で、行司軍配差し違えで上手投げで霧島の勝ちとなった。木村庄之助昇格後では初の軍配差し違えとなった[26]。

#### 疑惑の三番
- 2022年5月場所8日目 小結豊昇龍－大関正代戦
  - 正代が豊昇龍を寄り倒さんとしたが、土俵際で豊昇龍が突き落とし、正代の足の甲が返るのがやや早かった。しかし伊之助の軍配は正代に上がり、物言いがつかなかったためそのまま正代の勝ちとなった[27][28]。
- 同年同場所9日目 関脇若隆景－大関貴景勝戦
  - 取組中に若隆景が右手を土俵についたように見えたが、行司も審判も止めなかったため、勝負は続行。その後若隆景が貴景勝を叩き込み、伊之助は軍配を若隆景に上げた。この一番でも取り組み後に物言いをつける者はいなかったため、そのまま若隆景の勝ちとなった[27][28]。
- 2024年9月場所3日目 大関琴櫻－平幕翔猿戦
  - 土俵際、翔猿の下手投げに琴櫻が手をついたが、翔猿も飛び出していたため琴櫻に軍配。スロー再生では琴櫻の手がつくのが早かったものの、物言いはなくそのまま琴櫻の勝ちとなった。なお、Youtube日本相撲協会公式チャンネルは場所中、上位陣を中心に取組の動画をアップロードしているが、この一番の動画は公開されなかった。
    - 上記の三番はその後すぐさま誤審騒動となり、問題となった[27][28][29]。
    - 2024年9月場所3日目の取組で物言いが付かなかったのは、この場所限りで停年退職する庄之助に花を持たせるためと、一部報道で推測されている[30]。